# Charles Rivkin
Charles Hammerman Rivkin (nacido el 6 de abril de 1962) es un ejecutivo de medios estadounidense y ex diplomático de los Estados Unidos, presidente y director ejecutivo (CEO) de Motion Picture Association (MPA).
Rivkin se desempeñó como Subsecretario de Estado para Asuntos Económicos y Comerciales en el Departamento de Estado de los Estados Unidos de 2014 a 2017. Confirmado por el Senado de los Estados Unidos el 12 de febrero de 2014, Rivkin asumió el cargo al día siguiente y fue juramentado públicamente por el Secretario de Estado de los Estados Unidos John Kerry el 15 de abril de 2014. La confirmación de Rivkin marcó la primera vez que un embajador de Estados Unidos y ex director general dirigió la Oficina de Asuntos Económicos y Comerciales del Departamento de Estado de los Estados Unidos.
Antes de su nombramiento, Rivkin se desempeñó durante más de cuatro años como embajador de los Estados Unidos en Francia y Mónaco, donde dirigió la primera y una de las misiones diplomáticas más grandes de los Estados Unidos, que tiene seis puestos constituyentes en toda Francia y representa a más de 50 agencias y secciones del gobierno de los Estados Unidos. En esta capacidad, Rivkin también se desempeñó como Observador Permanente de Estados Unidos ante el Consejo de Europa.

## Primeros años y educación
De ascendencia judía de Europa del Este, Rivkin es uno de los cuatro hijos de Enid Hammerman y William R. Rivkin, quien fue embajador de Estados Unidos en Luxemburgo bajo la presidencia de John F. Kennedy y embajador de Estados Unidos en Senegal y Gambia bajo la presidencia de Lyndon B. Johnson. El abuelo de su madre fundó JK Industries, un gran fabricante de ropa para niños, ampliado en gran medida por el abuelo de Rivkin. En 1967, el padre de Rivkin murió cuando él tenía solo 5 años. Su madre viuda se volvió a casar con el obstetra de Chicago, el Dr. John S. Long, en 1971.
Rivkin pasó su tercer año de secundaria en School Year Abroad (SYA) en su campus SYA France ubicado en Rennes, Francia. Rivkin obtuvo una licenciatura de la Universidad Yale en 1984. Se graduó con distinción en ciencias políticas y relaciones internacionales. En Yale, fue miembro de dos grupos a cappella de Yale : los estudiantes de primer año Spizzwinks y los Whiffenpoofs de todos los adultos mayores. Luego obtuvo un MBA de la Universidad de Harvard en 1988.

## Carrera empresarial
Antes de ingresar al servicio del gobierno, Rivkin trabajó en el sector de los medios durante más de 20 años, sirviendo como presidente y director ejecutivo de compañías de entretenimiento como The Jim Henson Company, entonces hogar de "The Muppets". También se desempeñó como director ejecutivo de WildBrain, donde ganó un premio BAFTA como productor ejecutivo de la exitosa serie de televisión Yo Gabba Gabba!. Rivkin ayudó a diseñar la venta de The Jim Henson Company a EM.TV en 2000 por casi $1000 millones de dólares y fue nombrada una de las 100 personas más creativas en los negocios por Fast Company.

## Actividades políticas
Rivkin se desempeñó como delegado general de California del senador John Kerry en la Convención Nacional Demócrata de 2004 y de Barack Obama en la Convención Nacional Demócrata de 2008. Rivkin fue el copresidente de finanzas de California para la campaña presidencial de Obama en 2008 y uno de sus principales recaudadores de fondos.

## Embajador en Francia y Mónaco
Rivkin asumió el cargo de Embajador en agosto de 2009. El servicio del Embajador Rivkin en Francia llegó en uno de los momentos más fuertes de la relación bilateral en la historia reciente. Para honrar el legado de la amistad franco-estadounidense y conmemorar el 68.° aniversario de la invasión aliada de Europa continental durante la Segunda Guerra Mundial, Rivkin participó en un salto masivo en paracaídas sobre la costa de Normandía el 3 de junio de 2012. Una multitud estimada de 25,000 vio a Rivkin aterrizar en un campo cerca de Sainte-Mère-Église en medio de fuertes vientos, ya que se convirtió en el primer embajador de Estados Unidos en Francia en saltar de un avión en honor a las tropas que lucharon. el día D. En apoyo a la Armada de los Estados Unidos, Rivkin se convirtió en el primer embajador de los Estados Unidos en despegar y aterrizar en un portaaviones de la Marina en un F-18 Super Hornet cuando participó en un ejercicio de entrenamiento con aviadores navales en el USS Eisenhower en marzo de 2013.
Según el informe de la Oficina del Inspector General del Departamento de Estado de mayo de 2012, Rivkin puso un nuevo énfasis en el apoyo a las exportaciones estadounidenses de bienes y servicios a Francia. El informe llamó a Rivkin un "embajador no profesional dinámico y visionario", y le atribuyó la expansión de las actividades de diplomacia pública de la embajada de los Estados Unidos, particularmente a través de su uso de las redes sociales y sus apariciones en la televisión nacional francesa. Rivkin introdujo las redes sociales en la Embajada de París, estableciendo sus primeras cuentas de Facebook y Twitter.
Como embajador, Rivkin hizo del alcance de los jóvenes una de sus principales prioridades y conectó la embajada con la próxima generación de líderes en toda Francia, incluso en comunidades desfavorecidas en los suburbios fuera de las ciudades más grandes. Rivkin organizó una serie de seminarios para jóvenes franceses, invitándolos a reunirse con destacados funcionarios del gobierno estadounidense, actores y músicos. Comenzando con la visita del actor Samuel L. Jackson en abril de 2010 a estudiantes en Bondy, un suburbio parisino económicamente deprimido, Rivkin organizó seminarios y organizó eventos con Stephen Colbert, Sylvester Stallone, Woody Allen, Jodie Foster, will.i.am de los Black Eyed Peas, Robert Zemeckis, Allen Stone, Tony Bennett, Herbie Hancock, Maya Angelou, Toni Morrison y muchos otros. "Gran parte del alcance de la embajada está destinado a disipar 'falsas verdades' sobre los Estados Unidos", dijo Rivkin en una entrevista, y agregó: "Es más fácil odiar algo que no entiendes". En enero de 2012, Rivkin amplió sus esfuerzos de divulgación al crear el Premio Washburne a la Innovación en la Diversidad, reconociendo a una empresa francesa y una estadounidense por sus mejores prácticas en el fomento de la diversidad en las prácticas de contratación.
En enero de 2013, Rivkin comentó sobre la libertad condicional pendiente y la liberación del militante libanés Georges Ibrahim Abdallah, quien fue sentenciado a cadena perpetua por complicidad en los asesinatos de un diplomático estadounidense e israelí: "Estoy decepcionado por la decisión de hoy... La cadena perpetua fue la sentencia apropiada para los delitos graves del Sr. Abdallah, y existe una preocupación legítima de que el Sr. Abdallah continuaría representando un peligro para la comunidad internacional si se le permitiera salir libre".
El 16 de julio de 2013, el presidente francés, François Hollande, otorgó al embajador Rivkin el rango de comandante de la Légion d'honneur en el Palacio del Elíseo. Rivkin es el primer embajador de Estados Unidos en medio siglo en recibir la condecoración de manos de un presidente francés en funciones. El mandato de Rivkin como embajador en Francia recibió críticas muy favorables tanto por parte de las auditorías del Departamento de Estado como de los empleados de su embajada. Rivkin dejó el cargo en noviembre de 2013 luego de su nominación para convertirse en Subsecretario del Departamento de Estado.
En febrero de 2015, Rivkin recibió la Grande Médaille de Vermeil de la Ville de Paris, el mayor honor de la ciudad de París, de manos de la alcaldesa de París, Anne Hidalgo. En diciembre de 2016, Rivkin recibió el Premio al Servicio Público Distinguido de la Marina, el reconocimiento civil más alto del Departamento de Marina de Estados Unidos, de manos del Secretario de Marina Ray Mabus.

## Subsecretario de Estado de Asuntos Económicos y Empresariales
Como Subsecretario de Estado para Asuntos Económicos y Comerciales, Rivkin dirigió una oficina en el Departamento de Estado de los Estados Unidos que es responsable de gestionar negociaciones comerciales, tratados de inversión, sanciones económicas, asuntos de transporte, política de telecomunicaciones, finanzas internacionales y asuntos relacionados con el desarrollo, así como protección del derecho de propiedad intelectual. La Oficina también es el vínculo principal del Departamento de Estado con el sector privado a través de su Oficina de Asuntos Comerciales y Comerciales, que apoya los intereses comerciales de los Estados Unidos a nivel internacional y trabaja para crear empleos en los Estados Unidos al facilitar la inversión extranjera en los Estados Unidos.
En su primer año como subsecretario, Rivkin dirigió múltiples diálogos de política económica en nombre del Departamento de Estado, incluidas discusiones con Colombia, los Emiratos Árabes Unidos, y Turquía.
En junio de 2014, Rivkin copresidió una reunión del Grupo Conjunto de Desarrollo Económico  de Estados Unidos e Israel (JEDG) con el embajador en Israel, Daniel B. Shapiro, en Tel Aviv; celebró reuniones bilaterales cn funcionarios del Gobierno de Israel en Jerusalén; y reuniones bilaterales con empresarios palestinos y funcionarios de la Autoridad Nacional Palestina en Ramala. En mayo de 2016 en Ramallah, Rivkin dirigió el primer Diálogo Económico entre Estados Unidos y Palestina desde 2004 en un esfuerzo por apoyar el crecimiento del sector privado en la economía palestina.
En octubre de 2015 y diciembre de 2016, Rivkin copresidió el primer y segundo Diálogo económico y de inversión anual entre Estados Unidos y Catar.
En marzo de 2016, Rivkin y el secretario de Transporte de los Estados Unidos, Anthony Foxx, firmaron un acuerdo con funcionarios del gobierno cubano para restablecer los vuelos regulares entre los Estados Unidos y Cuba por primera vez en más de 50 años.
Además, Rivkin brindó orientación a los 1600 funcionarios económicos del Departamento de Estado en todo el mundo ya la Misión de Estados Unidos ante la Organización para la Cooperación y el Desarrollo Económicos.

## Motion Picture Association
Tal como se anunció el 28 de abril de 2017, Rivkin sucedió a Chris Dodd como director ejecutivo de Motion Picture Association (entonces Motion Picture Association of America), a partir del 5 de septiembre de 2017, y como presidente a partir del 6 de diciembre de 2017. Las prioridades de Rivkin incluyen la defensa de la propiedad intelectual propiedad y reforzar los esfuerzos de protección de contenido de la MPA, incentivar la producción de nuevas películas y programas de televisión para estimular la creación de empleo y el crecimiento, y expandir el acceso de los estudios estadounidenses a los mercados internacionales, particularmente a China. En enero de 2019, Rivkin fue directamente responsable de que Netflix se convirtiera en el primer servicio de transmisión en unirse a la MPA, ayudando a promover el crecimiento y la evolución de la asociación comercial. También tiene como objetivo elevar el perfil de la MPA a través de una mejor marca y comunicaciones en las redes sociales, así como más eventos de alto perfil en Washington D. C., y un programa ampliado de diversidad, equidad e inclusión. Rivkin ve la industria del entretenimiento no sólo como una fuerza económica, sino también como una proyección de los valores estadounidenses y una forma de poder blando.
En septiembre de 2019, Rivkin unificó las submarcas regionales de la asociación (MPA Canadá, MPA Europa, Medio Oriente y África) bajo el lema de una MPA más globalmente alineada para reflejar mejor las audiencias internacionales a las que sirven sus estudios miembros.
En octubre de 2020, Rivkin reclutó a Apple TV+ para unirse a Alliance for Creativity and Entertainment (ACE), la coalición mundial para reducir la piratería y proteger el mercado legal de contenido creativo. Durante el mandato de Rivkin, la membresía de ACE ha crecido hasta incluir 35 empresas líderes mundiales de medios y entretenimiento.

## Vida personal
En 1990, Rivkin se casó con Susan Tolson. Viven en Washington D. C. y tienen dos hijos, Elias y Lily.
Su hermano, Robert S. Rivkin, se desempeñó como alcalde de la ciudad de Chicago entre el 20 de julio de 2017 y el 1 de marzo de 2019, y también se desempeñó como el vigésimo primer consejero general del Departamento de Transporte de los Estados Unidos (DOT) bajo la presidencia de Barack Obama; la esposa de su hermano, Cindy S. Moelis, fue nombrada directora de la Comisión Presidencial sobre Becarios de la Casa Blanca. Su tía, Joanne H. Alter, fue la primera mujer en ser elegida para un cargo en todo el condado en el área metropolitana de Chicago. Su primo, Jonathan Alter, es autor y corresponsal de NBC; y su prima Jamie Alter Lynton, la esposa del exejecutivo de Sony Michael Lynton, es uno de los mayores recaudadores de fondos políticos de California.
Su familia ha presentado el "Premio Rivkin" en el Departamento de Estado de los Estados Unidos desde 1968 como una forma de honrar el valor intelectual y la disidencia constructiva en el Servicio Exterior estadounidense. El premio fue creado en parte con la ayuda del padrino de Charles Rivkin, Hubert Humphrey, después de la muerte del anciano Rivkin a los 47 años, en 1967.